# パンヤ科
パンヤ科（パンヤか、Bombacaceae）はクロンキスト体系や新エングラー体系における双子葉植物の科のひとつ。模式属はキワタ属 (Bombax) で、キワタ科ともいう。
多系統であり、APG植物分類体系では廃止されてアオイ科に含められ、パンヤ亜科 (Bombacoideae)、ヘリクテレス亜科 (Helicteroideae) などに分割された。
世界の熱帯に分布する木本で、30属180種ほどからなる。日本には自生しない。種子の繊維を利用するカポック（パンヤノキ）、観葉植物のパキラ、軽い材木がとれるバルサ、「果物の王様」といわれるドリアン、特異な樹形で有名なバオバブなどを含む。

## 特徴
葉は落葉性（乾季に落葉する）で、単葉または掌状複葉、互生する。バオバブやパキラ、トックリキワタのように、幹がふくれて柔組織に水を貯蔵するものも多い。花は大型の両性花で、一部に花弁のない種もある。5数性で多くは放射相称、雄蕊は5本ないし多数ある。子房上位で、果実は蒴果が多い。

## 属
- バオバブ属（バオバブノキ属・アダンソニア属） Adansonia - バオバブ
- Aguiaria
- Bernoullia
- ボンバコプシス属 Bombacopsis
- キワタ属（ボンバックス属） Bombax - キワタ（紅棉、コットンツリー）
- Catostemma
- カバニレシア属 Cavanillesia
- セイバ属（ケイバ属） Ceiba - カポック（パンヤ、パンヤノキ）、トックリキワタ
- トックリキワタ属（コリシア属） Chorisia
- Coelostegia
- Cullenia
- ドリアン属 Durio - ドリアン
- Eriotheca
- Gyranthera
- Huberodendron
- Kostermansia
- Matisia
- Neesia - ハリノキ N. synandra[1]
- Neobuchia
- バルサ属 Ochroma - バルサ
- パキラ属 Pachira
- Patinoa
- Phragmotheca
- シュードボンバックス属 Pseudobombax
- Quararibea
- Rhodognaphalon
- Rhodagnaphalopsis
- Scleronema
- Septotheca
- Spirotheca